# 梅尼 (明尼蘇達州)
梅尼（英語：Maney）是位於美國明尼蘇達州聖路易斯縣的一個非建制地區。此地得名自鐵路公司老闆E·J·梅尼（E. J. Maney）。

## 地理
梅尼所處的海拔為高於海平面409米（即1342英呎），而該地所採用的時區為UTC-6，即北美中部時區（CST）。同時該地設有夏令時間，為UTC-6調快一小時，即UTC-5（CDT）。